# Universidad Andina Simón Bolívar
La Universidad Andina Simón Bolívar (UASB) es una universidad internacional que forma parte del Sistema Andino de Integración de la Comunidad Andina, se especializa en programas y cursos de postgrado nacionales e internacionales; con sede en Sucre, Bolivia (desde 1985), Sede Nacional en Quito, Ecuador (desde 1992) y las oficinas regionales de Lima, Perú; en Bogotá, Colombia (desde 2005), La Paz, Cochabamba y Santa Cruz de la Sierra, Bolivia. 
Según el Ranking Web de Universidades, Webometrics 2021, ocupa el puesto 13 de las mejores universidades de Bolivia.
Fue fundada en 1985 por el Parlamento Andino y está financiado parcialmente por la Comunidad Andina. La Sede Ecuador fue fundada por Enrique Ayala Mora. La universidad representa el bloque de "educación" en el Sistema Andino de Integración, que además de las instituciones antes mencionadas del Fondo Latinoamericano de Reservas (FLAR) y la Institución Andino de Salud Convenio Hipólito Unanue. El presidente de la UASB es Ernesto Albán, el rector de la sede en Sucre Julio Garrett. El rector hasta mayo de 2018 de la Sede Nacional de Ecuador fue Jaime Breilh después de ser rector encargado desde febrero de 2016 a septiembre del mismo año.  El rector actual de la Sede Nacional de Ecuador es César Montaño Galarza, para el período 2018-2023, quien fue restituido por Sentencia 140-18-SEP-CC, Caso 1764-17-EP de la Corte Constitucional del Ecuador.
La UASB ofrece algunos cursos abiertos en cursos de posgrado como especializaciones, Diplomados, Maestrías y doctorados, en particular, en disciplinas económicas, sociales y jurisprudenciales. Los países que tienen convenio como miembros con la universidad son Bolivia, Colombia, Ecuador, Perú y Venezuela.
En 2024, varios docentes de la universidad fueron acusados por la académica y escritora Cristina Burneo de acoso laboral, restricción a la libertad académica y violencia de género al interior de la institución. Burneo afirmó además que la universidad apoyaba a docentes que mostraban públicamente posiciones anti-género.